# モーリス・ルーカス
モーリス・ルーカス (英語: Maurice Lucas, 1952年2月18日 - 2010年10月31日) は、アメリカ合衆国の元プロバスケットボール選手。身長206cm、体重97kg。ポジションはパワーフォワード。ABA及びNBAで8チームを渡り歩き、計14シーズンプレーした。1977年ポートランド・トレイルブレイザーズ優勝メンバー。

## 経歴

### 大学時代
ペンシルベニア州ピッツバーグで生れたルーカスはマーケット大学に進学し、名将アル・マグワイアのもとでプレーした。1974年にはチームをNCAAトーナメント決勝初進出に導き、ノースカロライナ州立大学に敗れたものの自身は21得点13リバウンドと活躍した。大学では2年間のプレーで平均15.7得点10.7リバウンドを記録している。

### ABA
1974年、ルーカスはNBAドラフトでシカゴ・ブルズから全体14位指名を受けたがNBA入りせず、ABAのスピリッツ・オブ・セントルイスに入団した。1年目から平均ダブルダブルをあげるなど存在感を見せたルーカスは、翌1975-76シーズン途中にケンタッキー・カーネルズに移籍し、オールスターにも初選出された。カーネルズはプレーオフ準決勝でデンバー・ナゲッツに敗れてシーズンを終えた。
シーズン終了後、ABAとNBAの合併に伴ってカーネルズが解散したため、ルーカスはエクスパンション・ドラフトでポートランド・トレイルブレイザーズに移籍してNBAキャリアをスタートさせた。

### NBA
当時のブレイザーズは創設以来1度もプレーオフに進出したことがない弱小球団だったが、ルーカスの加入によってチームは劇的な向上を見せた。NBA1年目となる1976-77シーズン、ルーカスはチームトップとなる平均20.2得点を記録してオールスターに選ばれた。ルーカスとビル・ウォルトンに率いられたブレイザーズは49勝を記録して球団史上初のプレーオフ進出を決め、その勢いでファイナルまで勝ち上がってフィラデルフィア・76ersと対決した。ファイナル第2戦、ルーカスは76ersのダリル・ドーキンスと乱闘事件を起こして退場処分を受けたが、これにより逆に奮起したブレイザーズは第3戦以降主導権を握り、最終的に4勝2敗で初優勝を成し遂げた。ファイナルMVPはウォルトンが受賞したが、ルーカスはチーム首位のシリーズ平均19.7得点に加えてエネルギッシュなプレーでチームメイトを鼓舞し、優勝に多大な貢献を果たした。
翌1977-78シーズン、ルーカスは2年連続でオールスターに選ばれ、さらに自身初のオールNBA2ndチームとオールディフェンシブ1stチームに名を連ねるなど絶好調のシーズンを過ごした。ブレイザーズはリーグ首位の58勝をあげたが、ウォルトンの故障もあってプレーオフではカンファレンス準決勝で敗退している。1978-79シーズンはウォルトンが全休したためルーカスはエースを任され、キャリアハイとなる平均20.4得点の成績で3年連続のオールスター選出を果たしたが、プレーオフでは1回戦敗退に終った。そして1979-80シーズン途中、ルーカスはカルヴィン・ナットとの交換でニュージャージー・ネッツにトレードされた。
ルーカスはネッツで1シーズン半を過ごした後ニューヨーク・ニックスに移籍し、その1年後にフェニックス・サンズと契約した。サンズ1年目の1982-83シーズン、ルーカスは平均16.5得点をあげ、4年ぶり4度目のオールスター選出を果たした。翌1983-84シーズンにはラリー・ナンスやウォルター・デイヴィスとともにチームをプレーオフのカンファレンス決勝に導いている。その後もう1シーズンをサンズで過ごし、1985年にロサンゼルス・レイカーズに移籍した。
当時レイカーズはマジック・ジョンソンを中心に圧倒的な強さを誇っており、ルーカスはシックスマンとしてチームに貢献した。1985-86シーズン、レイカーズはプレーオフのカンファレンス決勝でヒューストン・ロケッツに敗れ、連続ファイナル進出が4年でストップした。ルーカスはシーズン終了後シアトル・スーパーソニックスに移籍してそこで1シーズンをプレーした後、古巣ポートランド・トレイルブレイザーズに復帰した。
ブレイザーズで迎えた1987-88シーズン、クライド・ドレクスラーやテリー・ポーターらに率いられたチームは53勝を記録した。これはかつてルーカスがブレイザーズの主力だった1977-78シーズン以来の数字だった。チームはプレーオフ1回戦で敗退し、ルーカスはこのシーズン限りで現役を引退した。引退から間もなくして、ルーカスの背番号『20』がブレイザーズの永久欠番となることが発表された。
ABAとNBAを合算した成績は、1,021試合に出場して通算14,857得点9,306リバウンド（平均14.6得点9.1リバウンド）であった。

### 引退後
ルーカスは引退後の短期間、ブレイザーズのアシスタントコーチを務めた。その後2005年に再び同職に就いて指導を行ったが、健康不安のため2010年に退任した。
1997年にはABAオールタイムチームに選出された。
2010年、ルーカスはオレゴン州ポートランドの自宅にて58歳で死去した。これを受け、ブレイザーズは2010-11シーズンのジャージに20本のパッチをつけて彼の業績を称えた。

## エピソード
- レイカーズ時代の1985年12月4日に行われたユタ・ジャズとの一戦で、60フィートの距離から同点ブザービーターを決めて試合をオーバータイムに持ち込んだ。試合はレイカーズが131-127で勝利している。
- ビル・ウォルトンの息子であるルーク・ウォルトン（現サクラメント・キングスHC）の名はルーカスにちなんでつけられた。

## 個人成績
| †    | NBAチャンピオン |
| 太字 | キャリアハイ    |

### レギュラーシーズン
| Season   | Team     | GP    | GS  | MPG  | FG%  | 3P%  | FT%  | RPG  | APG | SPG | BPG | PPG  |
| -------- | -------- | ----- | --- | ---- | ---- | ---- | ---- | ---- | --- | --- | --- | ---- |
| 1974-75  | SSL      | 80    | –   | 30.8 | .467 | .222 | .786 | 10.2 | 3.6 | 1.1 | .8  | 13.2 |
| 1975-76  | SSL      | 28    | –   | 38.0 | .460 | .000 | .731 | 15.1 | 2.8 | .7  | .8  | 20.4 |
| 1975-76  | KEN      | 58    | –   | 31.0 | .461 | .429 | .784 | 9.4  | 2.5 | 1.0 | .6  | 15.3 |
| 1976–77† | POR      | 79    | –   | 36.2 | .466 | –    | .765 | 11.4 | 2.9 | 1.1 | .7  | 20.2 |
| 1977–78  | POR      | 68    | –   | 31.2 | .458 | –    | .767 | 9.1  | 2.5 | .9  | .8  | 16.4 |
| 1978–79  | POR      | 69    | –   | 35.7 | .470 | –    | .783 | 10.4 | 3.1 | 1.0 | 1.2 | 20.4 |
| 1979–80  | POR      | 41    | –   | 28.7 | .440 | .400 | .730 | 7.9  | 3.0 | .6  | .9  | 14.3 |
| 1979–80  | NJN      | 22    | –   | 32.2 | .490 | .000 | .775 | 9.6  | 3.8 | .9  | 1.2 | 15.2 |
| 1980–81  | NJN      | 68    | –   | 31.8 | .484 | .000 | .752 | 8.5  | 2.5 | .8  | .9  | 14.7 |
| 1981–82  | NYK      | 80    | 74  | 33.4 | .504 | .000 | .725 | 11.3 | 2.2 | .9  | .9  | 15.8 |
| 1982–83  | PHO      | 77    | 71  | 33.6 | .474 | .333 | .781 | 10.4 | 2.8 | .7  | .6  | 16.5 |
| 1983–84  | PHO      | 75    | 69  | 30.8 | .497 | .000 | .765 | 9.7  | 2.7 | .7  | .5  | 15.9 |
| 1984–85  | PHO      | 63    | 22  | 26.5 | .476 | .000 | .750 | 8.8  | 2.3 | .6  | .3  | 13.4 |
| 1985–86  | LAL      | 77    | 8   | 22.7 | .462 | .500 | .783 | 7.4  | 1.1 | .6  | .3  | 10.2 |
| 1986–87  | SEA      | 63    | 0   | 17.8 | .451 | .000 | .802 | 4.9  | 1.0 | .5  | .3  | 7.9  |
| 1987–88  | POR      | 73    | 0   | 16.3 | .450 | .000 | .736 | 4.3  | 1.3 | .5  | .1  | 6.1  |
| Career   | Career   | 1,021 | 244 | 29.5 | .471 | .143 | .765 | 9.1  | 2.4 | .8  | .6  | 14.6 |
| All-Star | All-Star | 5     | 2   | 20.8 | .400 | –    | .750 | 7.2  | 2.2 | .5  | .3  | 7.8  |

### プレーオフ
| Year   | Team   | GP  | GS | MPG  | FG%  | 3P%  | FT%  | RPG  | APG | SPG | BPG | PPG  |
| ------ | ------ | --- | -- | ---- | ---- | ---- | ---- | ---- | --- | --- | --- | ---- |
| 1975   | SSL    | 10  | –  | 37.5 | .444 | .000 | .659 | 14.7 | 5.0 | 1.2 | 1.4 | 16.3 |
| 1976   | KEN    | 10  | –  | 33.0 | .493 | –    | .789 | 10.8 | 2.2 | .8  | .6  | 16.5 |
| 1977†  | POR    | 19  | –  | 38.5 | .519 | –    | .743 | 9.9  | 4.2 | 1.5 | 1.2 | 21.2 |
| 1978   | POR    | 6   | –  | 38.8 | .426 | –    | .579 | 12.5 | 2.5 | .7  | .3  | 17.2 |
| 1979   | POR    | 3   | –  | 34.7 | .341 | –    | .714 | 10.7 | 6.0 | 1.0 | .3  | 11.0 |
| 1983   | PHO    | 2   | –  | 28.5 | .571 | –    | .500 | 6.0  | 4.0 | 1.5 | .0  | 13.0 |
| 1984   | PHO    | 17  | –  | 33.5 | .511 | –    | .808 | 9.9  | 3.6 | .7  | .5  | 17.4 |
| 1985   | PHO    | 3   | 0  | 28.0 | .468 | –    | .789 | 11.0 | 3.3 | .7  | .7  | 19.7 |
| 1986   | LAL    | 14  | 0  | 22.8 | .527 | –    | .737 | 6.5  | .7  | .4  | .4  | 9.4  |
| 1987   | SEA    | 14  | 0  | 18.9 | .389 | .000 | .737 | 4.6  | 1.4 | .9  | .4  | 7.0  |
| 1988   | POR    | 4   | 0  | 15.8 | .308 | –    | .500 | 6.3  | 1.3 | .3  | .0  | 2.5  |
| Career | Career | 102 | 0  | 30.7 | .480 | .000 | .736 | 9.3  | 2.9 | .9  | .6  | 14.6 |